# Heuglins meeuw
Heuglins meeuw (Larus fuscus heuglini) is een ondersoort van de kleine mantelmeeuw uit de familie Laridae, De vogel werd in 1876 als aparte soort beschreven door Charles Robert Bree (een fervent tegenstander van de evolutietheorie van Charles Darwin). Ook na 2000 wordt dit taxon soms als een aparte soort beschouwd. Deze vogel is genoemd naar de Duitse ornitholoog Theodor von Heuglin.

## Verspreiding en leefgebied
Heuglins meeuw broedt in het noorden van Rusland van het schiereiland Kola tot het schiereiland Jamal en overwintert in de Rode Zee, de Perzische Golf en het noordwesten van de Indische Oceaan.